# Old Toronto
Pour les articles homonymes, voir Toronto (homonymie).
Old Toronto est un district administratif et le rétronyme désignant les limites originelles de la ville d'origine de Toronto, au Canada, de 1834 à 1998.